# Ruschianthus
Ruschianthus (лат.) — монотипный род суккулентных растений семейства Аизовые (Aizoaceae), подсемейства Ruschioideae, произрастающий на территории Намибии. На 2023 год, включает один вид — Ruschianthus falcatus.
Ruschianthus falcatus — компактное хохлатое суккулентное растение с высоко изогнутыми листьями, придавая им серповидную форму. Листья обладают розовато-серо-зеленым оттенком из-за восковых отложений. На их немного шероховатой поверхности видны белые пятна. Цветок распускается с конца зимы до начала весны (предполагается южное полушарие), продержавшись на растении в течение месяца. Полностью раскрывшись, он больше не закрывается.

## Название
Согласно одним данным, родовое научное название Ruschianthus было дано в честь немецкого фермера Эрнста Юлиуса Руша (Ernst Julius Rusch, 1867–1957). По другим данным, в честь его сына, Эрнста Франца Теодора Руша (Ernst Franz Theodor Rusch, 1897–1964).
Из-за отсутствия официального русскоязычного названия рода в авторитетных источниках, вероятное произношение на русском языке может быть сформировано как «Рушиантус».

## Ботаническое описание
Стебель: Очень короткий, с до 10 ветвями.
Листья: Прямостоячие, раскидистые по диагонали, немного сросшиеся у основания, имеют серповидную форму. Длина составляет 30-45 мм, ширина – 5-6 мм, толщина – до 18 мм. Они имеют серовато-зеленый цвет и покрыты плотным восковым налетом.
Цветки: Одинокие (иногда по два), незначительные, располагаются на цветоножках. Они имеют зеленовато-желтую до беловатой окраску. В естественных условиях цветок раскрывается не широко и после полного раскрытия больше не закрывается. Лепестков 80-90, они лишь немного расходятся, насколько позволяют прикрывающие листья. Присутствует 110-120 нитчатых стаминодий зеленовато-белого цвета, они располагаются на подушечке вместе с лепестками и тычинками, окружая нижнюю часть гинецея. Тычинок 150-160, они зеленые и внутренние тянутся горизонтально через центр углубления цветка. Пять нектарных железок темно-зеленого цвета слегка разделены и находятся на выступающей подушке, образующей кольцо в нижней части цветка. Рыльца длиной 1 мм.
Плоды (коробочки): Сероватые, пятигнездные, диаметром около 6 мм, с длинной плодоножкой. Коробочки напоминают плоды рода Delosperma, но у них створки сужаются к основанию.

## Распространение и экология
Ruschianthus falcatus — эндемик небольшой территории, расположенной недалеко от Намусклуфта, округ Людериц, Намибия (южный край пустыни Намиб). Этот вид известен только по одной популяции, разбросанной на пяти близко расположенных склонах. Площадь распространения составляет менее 1 км². Предполагается, что количество растений в популяции составляет менее 500. Диапазон высот: примерно 2000 м.
Ruschianthus falcatus произрастает на скалистых участках. Количество осадков составляет менее 100 мм в год, особенно зимой, однако часто наблюдается туман. На данный момент известных угроз для этого вида не существует, и популяция остается стабильной. Единственной известной потенциальной угрозой является сбор растений коллекционерами, хотя данное место относительно сложнодоступно.

## Таксономия
Ruschianthus L.Bolus, первое упоминание в J. S. African Bot. 27: 62. (1960).

### Виды
Согласно данным сайта WFO Plantlist на июнь 2023 года, род состоит из 1 вида:
- Ruschianthus falcatus L.Bolus